# Jon Husted
Jon Allen Husted (Royal Oak, 25 agosto 1967) è un politico statunitense, senatore per lo stato dell'Ohio dal 2025 e vicegovernatore dello stesso stato dal 2019 al 2025. In precedenza, Husted ha ricoperto la carica di Segretario di Stato dell'Ohio dal 2011 al 2019 e quella di membro del Senato dell'Ohio dal 2009 al 2011. Ancor prima, Husted è stato membro della Camera dei Rappresentanti dell'Ohio dal 2001 al 2009.

## Biografia
Jon Husted è nato nel Michigan il 25 agosto 1967 ed è stato subito messo in adozione per mancato riconoscimento del padre biologico e per impossibilità di prendersi cura di lui della madre. Husted è quindi stato adottato da Jim, di professione revisore di macchinari industriali, e Judy Husted, e ha vissuto ha Montpelier, in Ohio, come maggiore di 3 fratelli.
Husted si diploma alla Montpelier High School nel 1985 e In seguito ottenne sia una laurea triennale che una magistrale presso l'Università di Dayton, in cui gioca nella squadra di football dei Dayton Flyers. Il suo ultimo anno, la squadra riesce a vincere la partita del campionato nazionale NCAA Division III del 1989 a Phenix City, in Alabama. 

## Carriera lavorativa
Husted decide di rifiutare un posto di lavoro all'Università di Toledo, in Ohio, come allenatore di una squadra di football mentre frequenta l'Università di Dayton, optando successivamente per la carriera dirigenziale e assistenziale per politici locali, come il commissario della contea di Montgomery Don Lucas. Successivamente, Husted lavora alla camera di commercio di Dayton, fino a diventarne vicepresidente per lo sviluppo economico e commerciale e rimanendoci fino al 2000.

## Carriera politica

### Membro della Camera dei Rappresentanti dell'Ohio e del Senato dell'Ohio (2001-2011)
Nel 2000, Husted si iscrive al Partito Repubblicano e si candida per il seggio del 41º distretto alla Camera dei Rappresentanti dell'Ohio, riuscendo ad essere eletto in una serrata corsa a 5 candidati, prevalendo con il 50,4% su tutti gli altri contendenti e staccando di 12 punti il candidato del Partito Democratico Dick Church, Jr. e assumendo le funzioni l'8 gennaio 2001 e mantenendola fino al gennaio 2009. Successivamente, Husted riesce a diventare Speaker della Camera dei Rappresentanti dell'Ohio e successivamente membro del Senato dell'Ohio dal 2009 fino al 2011, quando annuncia la propria candidatura per il ruolo di Segretario di Stato dell'Ohio.

### Segretario di Stato dell'Ohio (2011-2019)
Nel 2010, Husted si candida per la carica di Segretario di Stato statale alle elezioni governatoriali in Ohio e, dopo aver vinto la nomination alle primarie del Partito Repubblicano, Husted sconfigge con il 53,7% dei voti la sfidante del Partito Democratico Maryellen O'Shaughnessy, ferma al 41,5% delle preferenze. Husted assume le funzioni di Segretario di Stato dell'Ohio il 10 gennaio 2011, mantenendole fino al 14 gennaio 2019.
Nel proprio mandato, Husted si è occupato di gestire il voto alle elezioni presidenziali del 2012 in Ohio, di gestione del bilancio del proprio ufficio, di servizi alle imprese statali e di violenza domestica. Husted viene rieletto nel 2014 contro la sfidante del Partito Democratico Nina Turner.

### Vicegovernatore dell'Ohio (2019-2025)
Nel 2018, Husted si candida alle elezioni primarie del Partito Repubblicano per la scelta del candidato del partito a governatore dell'Ohio nelle elezioni governatoriali del 2018. Inizialmente tra i favoriti, Husted decide di ritirarsi a metà delle primarie per essere poi scelto come candidato Vicegovernatore in ticket dal candidato governatore Mike DeWine.
Alle elezioni, la coppia DeWine-Husted riesce a prevalere con il 50,4% dei voti sulla coppia del Partito Democratico, guidata da Richard Cordray come candidato governatore, ferma al 46,7% delle preferenze. Husted assume le funzioni di Vicegovernatore dell'Ohio il 14 gennaio 2019.
Inoltre, nel 2021, quando il senatore per lo stato dell'Ohio Rob Portman ha deciso di ritirarsi da una ulteriore candidatura, Husted è visto come un potenziale candidato, ma Husted stesso rivela di non candidarsi per concentrarsi sul mandato di Vicegovernatore.

### Senatore degli Stati Uniti d'America per lo stato dell'Ohio (2025-)
Il 17 gennaio 2025, il governatore dell'Ohio Mike DeWine dichiara di aver scelto Jon Husted per servire come senatore per lo stato dell'Ohio al Congresso per il seggio senatoriale vacante precedentemente occupato da J. D. Vance, eletto 50° Vicepresidente degli Stati Uniti d'America nelle elezioni presidenziali del 2024, vinte insieme al candidato Presidente degli Stati Uniti d'America Donald Trump. Husted si è insediato il 21 gennaio 2025.

## Vita privata
Sposato con Tina dal 2006, Husted è padre di tre figli. La famiglia Husted vive nella periferia di Upper Arlington, nell'area di Columbus, in Ohio.